# 奇滕登县 (佛蒙特州)
奇滕登县（/ˈtʃɪtəndən/）是美国佛蒙特州人口最多的郡。根据2020年美國人口普查显示，该县人口为16萬8,323人。该县的县治为伯灵顿，同时这也是佛蒙特州人口最多的城市。奇滕登县的人口数量为整个佛蒙特州的四分之一，是该州人口第二多县拉特兰县的两倍。此外，该县的人口密度是该州人口密度第二大县华盛顿县的两倍。该县得名于佛蒙特州首任州长托马斯·奇滕登。